# دریای آبی عمیق ۲
دریای آبی عمیق ۲ (به انگلیسی: Deep Blue Sea 2) یک فیلم علمی تخیلی و ترسناک، محصول کشور آمریکا و آفریقای جنوبی در سال ۲۰۱۸ و کارگردانی دارین اسکات با بازی دنیل سیوری، مایکل بیچ و راب مایز است. این فیلم یک دنباله مستقل برای فیلم دریای آبی عمیق (فیلم ۱۹۹۹) محسوب می‌شود.

## داستان
فیلم دربارهٔ فردی میلیاردر و باهوش به نام کارل دورانت می‌باشد که بر روی کوسه‌های بزرگ تحقیق و آزمایش می‌کند که به زودی منجر به تشکیل گروهی از دانشمندان برای یک آزمایش مهم می‌شود و…

## انتشار
این فیلم به صورت فیلم ویدئویی در ۱۷ آوریل ۲۰۱۸ منتشر شد. پس از آن دریای آبی عمیق ۳ ساخته و در سال ۲۰۲۰ منتشر شد.

## تولید
در ژوئن ۲۰۱۷، اعلام شد که فیلمبرداری دنباله به کارگردانی دارین اسکات در کیپ تاون، آفریقای جنوبی آغاز شده‌است. در ژانویه ۲۰۱۸، کمپانی سازنده یک تریلر برای این فیلم منتشر کرد.

## بازخوردها
در راتن تومیتوز این فیلم بر اساس نقد پنج منتقد امتیاز ۰٪ دارد.